# Pteromalus proprius
Pteromalus proprius är en stekelart som beskrevs av Walker 1874. Pteromalus proprius ingår i släktet Pteromalus och familjen puppglanssteklar. Inga underarter finns listade i Catalogue of Life.